# Victoria’s Secret (dal)
A Victoria’s Secret a Sonata Arctica negyedik kislemeze. Finnországban a Spinefarm Records, Európa többi részén pedig a Century Media jelentette meg. Finnországban két héten át listavezető volt a dal.

## Számlista
1. Victoria’s Secret (rövidített verzió)
2. Victoria’s Secret (albumverzió)
3. Fade to Black (Metallica-feldolgozás)

## Közreműködők
- Tony Kakko – ének, billentyűsök
- Jani Liimatainen – gitár
- Tommy Portimo – dob
- Marko Paasikoski – basszusgitár
- Henrik Klingenberg – billentyűsök
- Ahti Kortelainen – a stúdiómunkálatok vezetője
- Mikko Karmila és Mika Jussila – utómunkálatok